# Pomáháme lidem na útěku
Pomáháme lidem na útěku, z. s. (PLNU, anglicky Czech Refugee Aid) je česká dobrovolnická humanitární organizace. Vznikla na základě neformální dobrovolnické skupiny, která v září roku 2015 začala koordinovat výjezdy českých dobrovolníků a dobrovolnic na pomoc uprchlíkům a migrantům na evropských hranicích. Spolek koordinoval českou dobrovolnickou humanitární pomoc na území Maďarska, Srbska, Řecka a Bosny a Hercegoviny. V roce 2016 dostali členové spolku za svou činnost Cenu lidských práv Alice Garrigue Masarykové.